# 中央肅毒局 (印度)
中央肅毒局（Central Bureau of Narcotics (केंद्रीय नारकोटिक्स ब्यूरो)）是與印度的稅務局合作、受中央間接稅和海關局監管的禁毒機構。該機構的主要功能是禁絕鴉片製造及交易，以及發出指定藥物的製造許可。該機構的總部位於印度中央邦Gwalior。該機構的首長是Mr. Rajesh F.Dhabre。

## 外部連結
- http://cbn.nic.in/ Archive-It的存檔，存档日期2013-12-11